# Бурбонский дворец
Бурбонский дворец (фр. Palais Bourbon) — место заседаний Национальной ассамблеи Франции в Париже, на левом берегу Сены, на набережной Орсе, прямо напротив церкви Мадлен и площади Согласия, с которой он соединён мостом Согласия.
Строился в 1722-1728 годах по проекту Лоренцо Джардини под наблюдением Жака Габриэля как hôtel particulier (столичный особняк) для узаконенной дочери Людовика XIV и маркизы де Монтеспан — герцогини Луизы Франсуазы де Бурбон. В 1756 г. выкуплен в казну Людовиком XV, затем отчуждён в пользу наследника герцогини, принца Конде, который заказал Суффло расширение и перестройку дворца в стиле неоклассицизма.
В годы Французской революции особняк был национализирован и использовался (с 1798 года) для заседаний Совета пятисот. При наполеоновской перестройке Парижа в духе ампира перед дворцом был возведён монументальный портик наподобие римского храма, калькирующий схожий фронтон церкви Мадлен на противоположной стороне Сены. Строительством фасада занимался в 1803-07 годах Бернар Пойе. Реставрация Бурбонов вернула дворец прежним хозяевам, однако уже в 1827 году он был за астрономическую сумму выкуплен государством для размещения парламента.
В связи с новой функцией понадобилось переоформление интерьеров. Над портиком возвышается фронтон с аллегорическим сюжетом, выполненным в 1842 году скульптором Корто. Другие аллегорические барельефы выполнены Рюдом и Прадье на крыльях здания. Будущий депутат Эжен Делакруа украсил помещение дворцовой библиотеки росписью «Историей цивилизации» (1838—1845); там же установлены  бюсты Дидро и Вольтера работы Жана-Антуана Гудона.